# Heinrich von Vallade

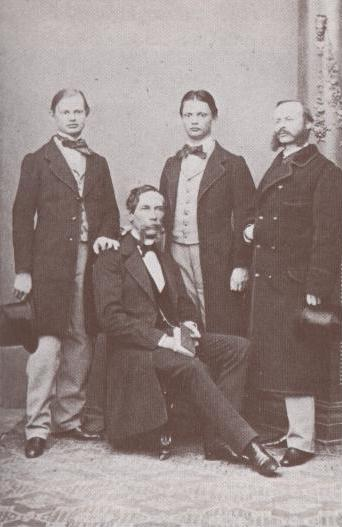
Heinrich von Vallade (ganz rechts), mit dem späteren König Ludwig III. (neben ihm), dem Miterzieher Ferdinand von Malaisé und Prinz Leopold von Bayern (links außen)

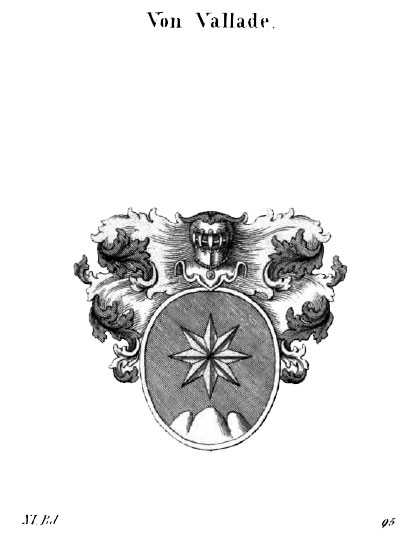
Wappen der Adelsfamilie von Vallade, 1838

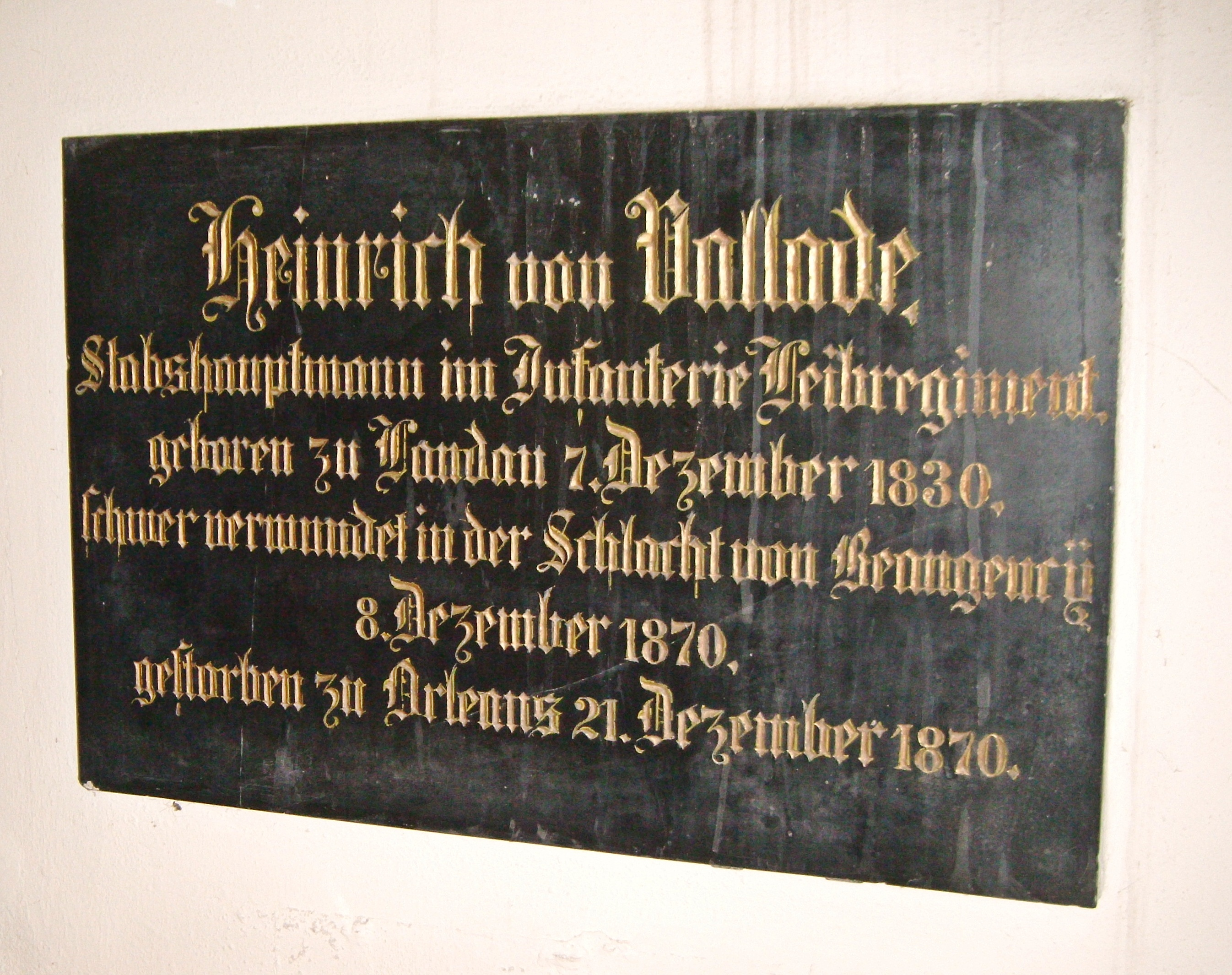
Gedenktafel in der Stiftskirche (Landau in der Pfalz)

Heinrich von Vallade (* 7. Dezember 1830 in Landau in der Pfalz; † 21. Dezember 1870 in Orléans, Frankreich) war ein bayerischer Adeliger, Offizier und Erzieher im Königshaus Wittelsbach. 

## Leben
Heinrich von Vallade entstammte einer alten bayerischen Adels- und Offiziersfamilie mit französischen Wurzeln. Er war der Sohn des damals in Landau stationierten bayerischen Hauptmanns im 10. Infanterie-Regiment, Joseph Carl Franz von Vallade und seiner Gattin Sophia Elisabetha Henriette Bellon.
Er trat 1842 ins Kadettenkorps in München ein, von dort 1849 in die Bayerische Armee. Zunächst wurde er Junker, am 11. November 1850 Unterleutnant im 12. Infanterie-Regiment. Wegen mathematischer Begabung verwandte man Vallade bis 1855 im Topographischen Büro der Armee, wobei er u. a. an Vermessungsmaßnahmen im Gebirge teilnahm. 
1855 erhielt er den Sonderauftrag, die Söhne des späteren Prinzregenten Luitpold von Bayern nach Italien zu begleiten, in deren Erziehung er nach der Rückkehr als Privatlehrer eingebunden wurde. Es handelte sich hierbei um die Prinzen Ludwig (der spätere König Ludwig III.), Leopold und Arnulf. Als Haupterzieher und Mathematiklehrer der Söhne fungierte seit 1852 der Offizier Ferdinand von Malaisé (1806–1892), dem Vallade nun zur Unterstützung beigeordnet wurde. Neben der allgemeinen Erziehung war er vornehmlich als Geographielehrer tätig. Als die beiden ältesten Prinzen 1863 ihre Militärlaufbahn begannen, verließ Malaisé den Hofdienst und Heinrich von Vallade verblieb im Haushalt des Prinzen Luitpold als verantwortlicher Haupterzieher von Prinz Arnulf. Er avancierte 1859 zum Oberleutnant und 1865 zum Hauptmann. 
Nachdem Prinz Arnulf sein 18. Lebensjahr vollendet hatte und im Sommer 1870, mit Ausbruch des Deutsch-Französischen Krieges, Soldat wurde, trat Vallade vom Hofdienst ins Infanterie-Leib-Regiment über. Mit der Ersatzabteilung erreichte er das Regiment bei Sedan und machte u. a. das Gefecht bei Artenay, die Kämpfe um Orléans, sowie die Schlacht bei Beaugency mit. In letzterer wurde er am 8. Dezember 1870 schwerst verwundet und französische Ärzte mussten ihm den rechten Fuß amputieren. Man verbrachte ihn nach Orléans, wo er am 21. Dezember an seinen Verletzungen starb. Die Leiche überführte man später nach München. 
Vallade wurde für seine Tapferkeit im Feldzug 1870/71, im Bayerischen Armeebefehl vom 3. April 1871, posthum belobigt. Er war außerdem Ritter des Ordens vom Heiligen Michael und des Großherzoglich-Toscanischen Militär-Verdienst-Ordens.
In der damals noch simultan genutzten Stiftskirche Landau/Pfalz widmete man ihm eine Gedenktafel. 

## Familie
Der Offizier war seit 1867 verheiratet und hatte zwei Kinder. Sein Bruder Joseph Max von Vallade (1825–1882), katholischer Priester im Bistum Speyer, amtierte als sehr engagierter Pfarrer in Bockenheim an der Weinstraße.